# ماورو بريسان
ماورو بريسان (بالإيطالية: Mauro Bressan)‏ هو لاعب كرة قدم إيطالي في مركز الوسط، ولد في 5 يناير 1971 في فالدوبياديني في إيطاليا. لعب مع إيه سي ميلان وفيورنتينا ونادي باري ونادي بيروجيا ونادي جنوى ونادي فوجيا ونادي فينيزيا ونادي كالياري ونادي كومو ونادي كياسو ونادي لوغانو.

## وصلات خارجية
- ماورو بريسان على موقع قاعدة بيانات كرة القدم.إي يو (الإنجليزية)
- ماورو بريسان على موقع عالم كرة القدم.نت (الإنجليزية)